# Loch Earn
Loch Earn (Schots-Gaelisch:Loch Eire/Loch Éireann) is een zoetwaterloch in de zuidelijke hooglanden van Schotland. Het ligt in de raadsgebieden Perth and Kinross en Stirling.
Men denkt dat de naam Loch van Ierland betekent, en er is gesuggereerd dat dit komt van de tijd dat het Koninkrijk Dalriada naar het oosten wilde uitbreiden, ten koste van land van de Picten.
Het meer is een lang en smal loch, dat ongeveer 16 kilometer ten westen van Crieff ligt. Het is ongeveer 11 kilometer lang en op het breedste punt 1 kilometer breed. Het diepste punt van het meer is zo'n 87 meter. Aan het westelijke uiteinde van het meer ligt het dorp Lochearnhead en aan het oosten ligt St Fillans. Bij deze plaats stroomt de Earn oostwaarts het meer uit richting de Firth of Tay. Langs de noordkant van het meer loopt de A85. 
Vanuit Lochearnhead kunnen diverse watersporten worden beoefend op het meer: waterskiën, kanoën en zeilen. Het meer wordt ook regelmatig gevuld met bruine en regenboogforel en het is met vergunning mogelijk om te vissen in het meer.
Ten zuiden van het meer is Ben Vorlich, een 985 meter hoge berg, die populair is bij bergbeklimmers. Net ten oosten van Lochearnhead staat Edinample Castle, gebouwd in 1584. Nog iets verder naar het oosten staat Ardvorlich House, het huis van de Stewarts of Ardvorlich. Loch Earn is ongebruikelijk omdat het zijn eigen schijnbare 'getijdensysteem' heeft: haling, veroorzaakt door de wind die over het meer blaast. Bij Loch Earn heeft dit een periode van 16 uur en het effect is meetbaar, maar nauwelijks waarneembaar.

## Galerij

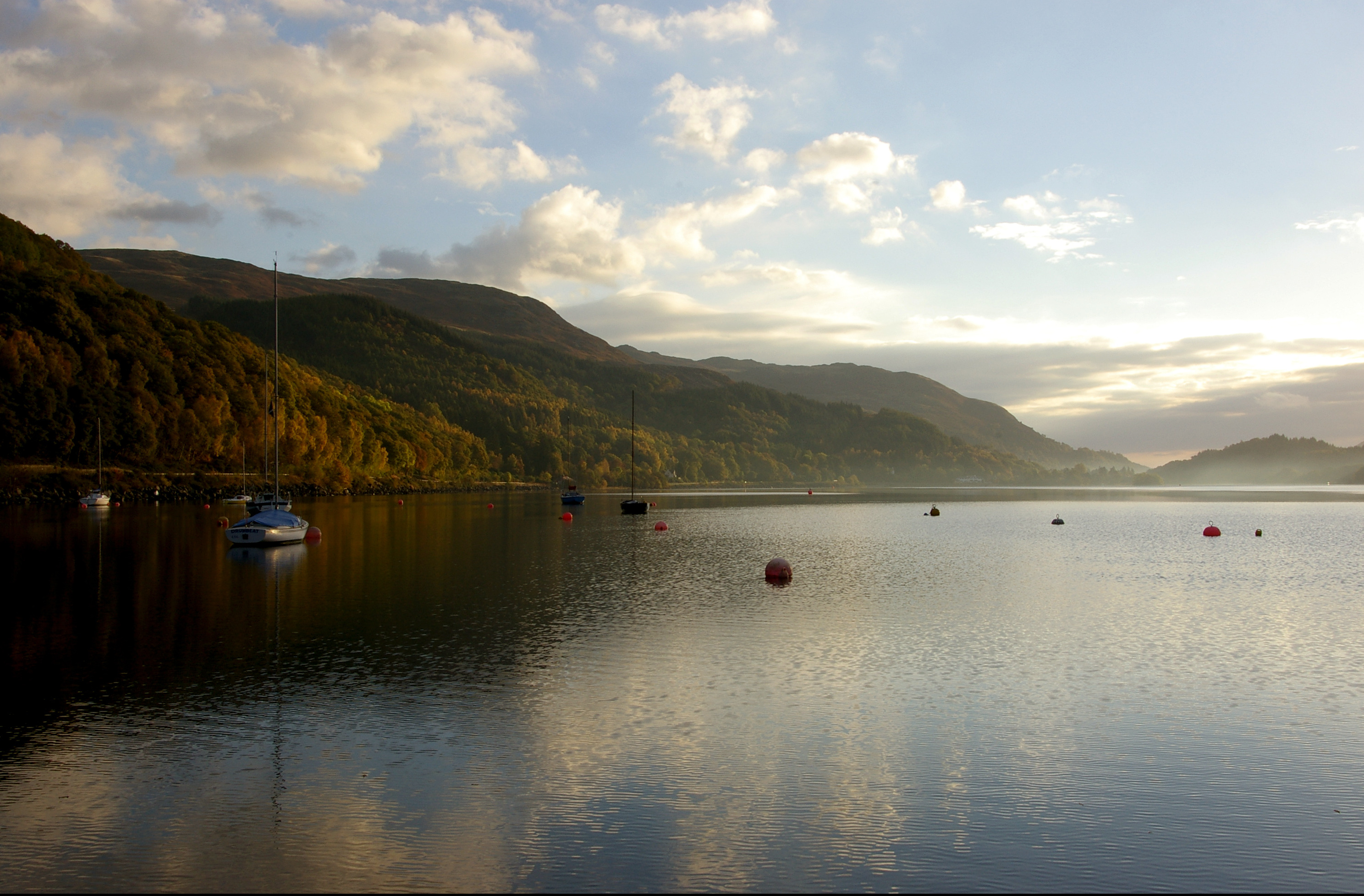
Loch Earn, kijkend richting St. Fillans.
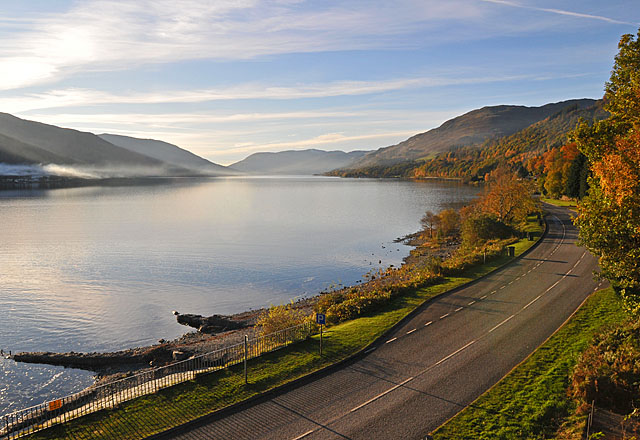
A85 langs het meer
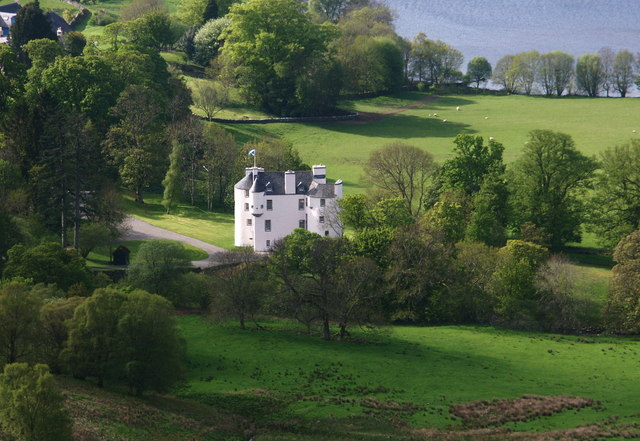
Edinample Castle
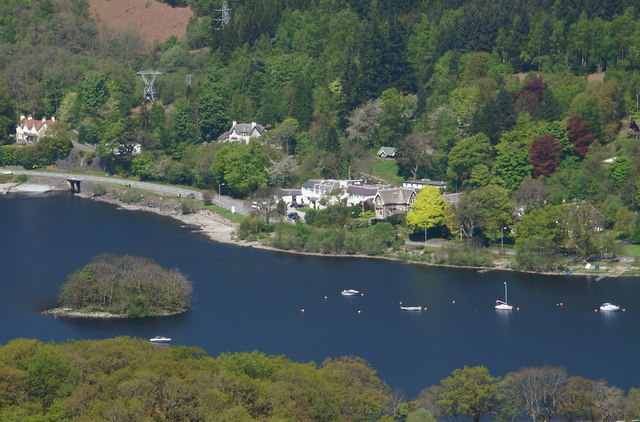
Neish Island